# Carl Ludovic de Baden

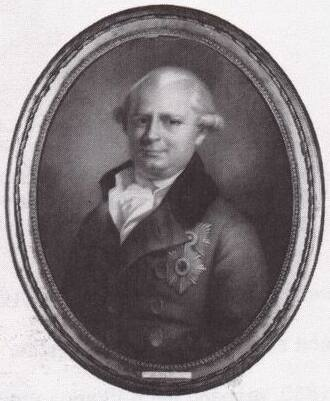
Karl Ludwig, Prinț Ereditar de Baden

Carol Ludovic, Prinț Ereditar de Baden (n. 14 februarie 1755, Karlsruhe, Germania – d. 16 decembrie 1801, Arboga, Comitatul Västmanland, Suedia) a fost moștenitor al Ducatului de Baden. S-a născut la Karlsruhe. 

## Biografie
A fost fiul Margrafului Carol Frederic și al Carolinei Luise de Hesse-Darmstadt.
Karl Ludwig s-a căsătorit cu verișoara sa primară Amalie de Hesse-Darmstadt, care era fiica lui Ludovic al IX-lea, Landgraf de Hesse-Darmstadt. Împreună au avut opt copii:
- Katharine Amalie Christiane Luise (13 iulie 1776 - 26 octombrie 1823)
- Friederike Karoline Wilhelmine (13 iulie 1776 - 13 noiembrie 1841)
- Luise Marie Auguste (24 ianuarie 1779 - 16 mai 1826) căsătorită la 9 octombrie 1793 cu Țarul Alexandru I al Rusiei.
- Friederike Dorothea Wilhelmine (12 martie 1781 - 25 septembrie 1826) căsătorită la 31 octombrie 1797 cu regele Gustav al IV-lea Adolf al Suediei. Au divorțat în 1812.
- Maria Elisabeth Wilhelmine (7 septembrie 1782 - 29 aprilie 1808) căsătorită la 1 noiembrie 1802 cu Frederick Wilhelm, Duce de Brunswick-Wolfenbüttel.
- Karl Friedrich (13 septembrie 1784 - 1 martie 1785)
- Carol (8 iunie 1786 - 8 decembrie 1818)
- Wilhelmine Luise (10 septembrie 1788 - 27 ianuarie 1836)